# Ragnar Kinander
Erik Ragnar Knutsson Kinander, född 29 november 1893 i Linköping, död 24 januari 1964 i Linköping, var en svensk språkforskare (runolog) och läroverkslektor. Han blev filosofie doktor 1936. Hans bestående insats är att han undersökte alla då kända runinskrifter i Småland och författade Smålands runinskrifter, som är band 4 av Sveriges runinskrifter och utgavs i flera delar 1935–1961.